# Capo Afrika
Il capo Afrika (in russo мыс Африка, mys Afrika) è un capo della penisola della Kamčatka, nell'est della Russia. Situato all'estremità della penisola Kamčatskij, 31 miglia nautiche a sud del capo Stolbovoj, è il punto più orientale della penisola e si trova di fronte alle isole del Commodoro.
All'estremità del capo Afrika sono stati costruiti una stazione meteorologica, un faro e un piccolo villaggio che ospita circa dieci persone. Il capo venne studiato e descritto nel 1882 dai geografi imbarcati sull'incrociatore russo Afrika, che lo battezzarono con il nome della loro nave. Il capo è menzionato nel libro di Pavel Il'in, Vospominaniya yungi Zahara Zagadkina (1965).